# 王国刚
王国刚（1955年11月—），江苏无锡人，中国社会科学院研究员，中国人民大学财政金融学院教授，中国社会科学院学部委员。1988年毕业于中国人民大学，获经济学博士学位。